# Lidija Czarska
Lidija Aleksiejewna Czarska, właśc. Lidija Aleksiejewna Czuriłowa, (ur. 1875 w Carskim Siole, zm. 8 marca 1937 w Leningradzie) – pisarka rosyjska; autorka licznych książek dla młodych czytelników.
Autorka poczytnych powieści o wartkiej i zajmującej fabule, głównie dla dziewcząt, m.in. Pamiętnik pensjonarki (1902, wyd. pol. 1924), Księżniczka Dżawacha (1903, wyd. pol. 1925). Dużą popularnością cieszyły się również powieści Dom urwisów (1912, wyd. pol. 1937), Leśne schronisko (1912, wyd. pol. 1935).

## Wybrana twórczość[2]
W kolejności alfabetycznej
- Bajki: Królewna Sopelek
- Bajki: Trzy łezki królewny
- Carówna Lodowinka i inne baśnie
- Ciernista droga: powieść dla panienek
- Dom urwisów: powieść
- Dorotka: powieść dla panienek
- Druga Nina: powieść dla dorastających panienek
- Dworek Jurka: powieść dla młodzieży
- Dwór zuchów: powieść
- Dziewczę z lasu: powieść dla dorastających panienek
- Dzikus: powieść dla młodzieży
- Figle i kłopoty Tosi
- Gniazdo książąt Dżawacha: powieść dla dorastających panienek
- Kasia Kasieńka (losy jednej Kasi): opowiadanie dla dzieci
- Koledzy: powieść dla dzieci
- Królewna kopciuszek: powieść dla dorastających panienek
- Księżniczka Dżawacha: powieść dla dorastających panienek
- Leśne schronisko: powieść dla młodzieży
- Nieznośna dziewczynka: powieść dla dziewczynek
- Nowa nauczycielka: powieść dla dorastających panienek
- Pamiętnik Lilki: powieść dla panienek
- Pamiętnik pensjonarki
- Pamiętnik sierotki